# Сафиуллин, Равиль Сафович
Равиль Сафович Сафиуллин (укр. Равіль Сафович Сафіуллін; род. 4 февраля 1955 года, Макеевка, Донецкая область, Украинская ССР, СССР) — украинский политик и спортивный функционер, народный депутат Украины IV, V и VI созывов. Министр по делам семьи, молодежи и спорта (2010), Министр молодёжи и спорта (2013—2014).
Член Политсовета Партии регионов.

## Биография
В 1978 году окончил Донецкий медицинский институт по специальности «Врач-гигиенист, эпидемиолог».
1977—1978 — медбрат неврологического отделения Донецкой городской больницы № 18.
1978—1979 — врач санитарно-эпидемиологической станции, Ровно.
1979—1990 — врач районной санитарно-эпидемиологической станции, заведующий отделением городской санитарно-эпидемиологической станции, заведующий централизованным отделом гигиены труда городской санэпидстанции, Макеевка.
1990—1991 — заведующий отделом гигиены труда, 1991—1993 — заведующий отделом «Здоровье и труд» Государственного территориального объединения охраны и укрепления здоровья населения, Макеевка.
1993—1994 — заместитель коммерческого директора МП «Монолит», Макеевка.
1994—2000 — первый вице-президент Футбольного клуба «Шахтёр», Донецк.
С 2000 — президент, с декабря 2008 года — почётный президент Профессиональной футбольной лиги Украины, Киев.
Женат, имеет дочь.

### Награды
- Орден «За заслуги» I степени (2013)[1]
- Орден «За заслуги» II степени (2011)[2]
- Орден «За заслуги» III степени (2004)
- Почётная грамота Верховной Рады Украины (2005)
- Заслуженный работник физической культуры и спорта Украины (2006)[3].